# Касачке трке
Касачке трке су вид коњских трка у којима се коњи касачи тркају ходом званим Кас. Коњи вуку колица на два точка које се зову Сулке, у њима се налази возач.

## Расе
У Србији, касачке трке трче коњи из Француске, Немачке, Италије, Шведске, Финске. Српски тркачки коњи обично имају мешано порекло са лозама из више раса.

## Кас
Трке се воде у ходу званом КАС. Касач помера ноге напред у дијагоналним паровима (десна предња и лева задња, затим лева предња и десна задња истовремено ударају о тло)

## Старт
Већина трка почиње иза старт машине (стартне капије), такође позната као ауто старт. Коњи почињу да  касају и постројавају се иза капије постављене на возило у покрету, коњи се постављају по стартним бројевима (1 најближи па редом до 6, од 7 до 12 је други ред где се коњи постављају иза првог реда, 7 иза 1, 8 иза 2... ) ауто их затим води до стартне линије. На линији, ауто убрзава,крила капије се склапају и возило одлази, трка почиње....
Друга врста старта је старт из окрета (гуме), где се коњи окрећу око замишљене линије на стази, касају у круговима у паровима по одређеном обрасцу да би ударили на стартну линију као група. , иако то повећава шансу за „погрешан старт“ када један или више коња остане на старту док други крену. Трка се зауставља и возачи се враћају на стартну линију ради поновног старта,
Овакав старт омогућава хендикеп за неке коње који су бољи од осталих (обично са 10-20 метара кашњења на старту).

## Сулке
Сулке су лагана колица на два точка опремљена точковима за бицикле. Возач (а не "џокеј", као у галопским тркама) носи лаки бич који се углавном користи да сигнализира коњу куцкањем и да прави буку ударајући у сулке. Постоје строга правила о томе како и колико се бич може користити; у неким земљама (попут Норвешке), бичеви су забрањени. За вежбање или тренинг, возачи користе оно што је познато као Гик или ти „колица за џогирање“, то су колица  тежа и већа од сулки ( сулке се користе само за трке и брзе радове).

## Трке
Прик д'Америкуе се сматра касачком трком број један на свету. Одржава се сваке године на гигантском хиподрому "Vinceness" у источном Паризу крајем јануара. Наградни фонд за ову трку 2016. је износио милион евра, од чега је отприлике половина тога била победнику. Коњи се пријављују у трку на основу доживотне зараде, осим ако су се квалификовали добрим наступом у претходних шест квалификационих трка.